# Lola Dewaere
Lola Dewaere (Boulogne-Billancourt, 4 december 1979) is een Frans actrice en comédienne.

## Biografie
Lola Céleste Marie Bourdeaux is de dochter van acteur Patrick Dewaere en Élisabeth "Elsa" Malvina Chalier. Ze is ook de halfzus van de actrice Angèle Herry-Leclerc (geboren in 1974), dochter van Patrick Dewaere en de actrice Miou-Miou. Na de zelfmoord van haar vader in 1982, werd haar moeder geconfronteerd met problemen met de belastingdienst vanwege de schulden die de acteur had achtergelaten en Lola werd toevertrouwd aan haar grootouders van moederskant. Coluche, een goede vriend van Patrick Dewaere, bood vervolgens de familie aan om Lola's dooppeter te zijn en in haar behoeften te voorzien maar hij kreeg een categorische weigering van haar grootouders omdat zij hem medeverantwoordelijk achtten voor de dood van Patrick Dewaere.
Tijdens haar pre-adolescentie keerde ze terug naar haar moeder in Parijs en vervolgde haar opleiding vanaf de vijfde klas aan de particuliere katholieke school Saint-Michel-de-Picpus. Ze werd als rebels beschouwd en weigerde zich aan het gezag te onderwerpen, en werd van school gestuurd.

### Carrière
In 1997, toen ze meerderjarig werd, schreef Lola zich in voor de Cours Florent om een opleiding tot comedienne te volgen. Na een ernstig auto-ongeluk in 2001 moest ze voor zichzelf zorgen en begon ze te werken voor het vrouwenblad Jalouse, daarna vond ze een baan in de vastgoedsector. In 2007 nam ze ontslag om een carrière als actrice te starten. 
In maart 2010 werd ze door actrice Myriam Boyer gecast voor La Vie avant soi, een televisiebewerking van de roman van Romain Gary. In de zomer speelde ze de hoofdrol in het theaterstuk La Biscotte van Antoine Beauville. Het jaar daarop werd ze door Charlotte de Turckheim gekozen om naast Victoria Abril een van de hoofdrollen te spelen in de filmkomedie Mince alors !. De film is een groot succes, met meer dan een miljoen bezoekers in Frankrijk. Datzelfde jaar speelt ze ook in de televisieserie La Croisière. Vanaf januari 2013 staat ze op de planken als de jonge Maria Callas, in het toneelstuk La Véritable Histoire de Maria Callas.
Vanaf 2019 speelt ze de rol van inspecteur Raphaëlle Coste, een van de hoofdrollen in de televisieserie Astrid et Raphaëlle, naast Sara Mortensen. Ze verwierf nationale bekendheid met rollen in de televisieseries Mademoiselle Holmes en La Dernière Vague.

### Privéleven
Op 2 augustus 2023 bevestigde ze via een Instagram-post haar relatie met de Franse acteur Gianni Giardinelli.

### Engagement
De actrice steunde in 2023 de "Sociale beweging tegen de pensioenhervorming in Frankrijk van 2023".

## Filmografie

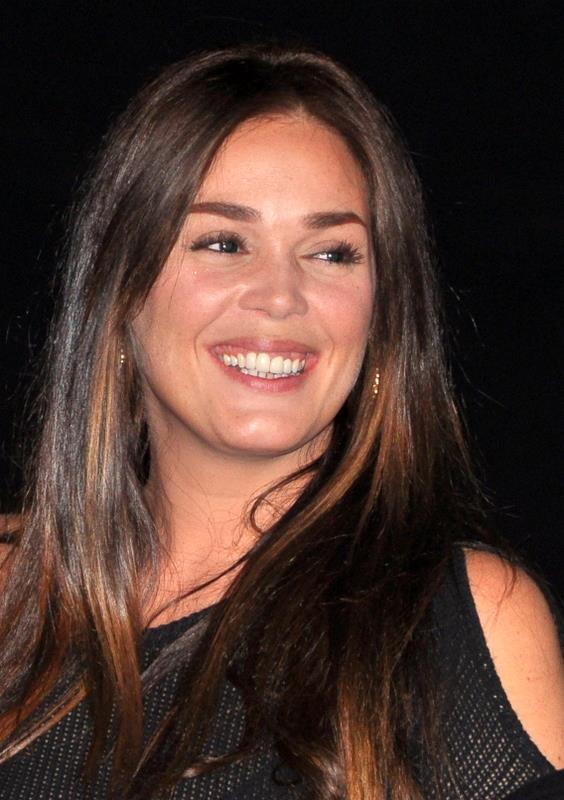
Lola Dewaere in 2012 tijdens de avant-première van de film Mince alors !

### Films
- 2022: Patrick Dewaere, mon héros - als verteller
- 2021: Mince alors 2 ! - als Nina
- 2016: Les Derniers Parisiens - als serveuse
- 2015: Tu es si jolie ce soir - als Barbara
- 2012: Mince alors ! - als Nina
- 2007: Curriculum - als kostuumontwerper

### Televisie
- 2024: Mademoiselle Holmes - als Charlie Holmes
- 2023: Le Village des endormis (tv-film) - als Élise
- 2022: Le Souffle du dragon (tv-film) - als Marion
- 2022: O.P.J. (seizoen 3) - als Sarah Clain
- 2022: Crime à Ramatuelle (tv-film) - als Caroline Martinez
- 2021: Crime à Biot (tv-film) - als Caroline Martinez
- 2020: Crime à Saint-Affrique (tv-film) - als Caroline Martinez
- 2020: Peur sur le lac (miniserie) - als Mathilde
- 2019: Crime dans l'Hérault (tv-film) - als Caroline Martinez
- 2019: La Dernière Vague - als Marianne Lewen
- 2019-2024: Astrid et Raphaëlle - als Raphaëlle] Coste
- 2018: Crime dans le Luberon(tv-film) - als Caroline Martinez
- 2018: Crimes parfaits (seizoen 2, afl. 4) - als Lucie Perrin
- 2017: Le Tueur du lac - als Mathilde
- 2016-2017: La Vengeance aux yeux clairs - als Pauline Jordan
- 2015: Le Zèbre (tv-film) - als Betty
- 2014: Ligne de mire (tv-film) - als Claire
- 2013: La Croisière - als Marie-Lou
- 2010: La Vie devant soi (tv-film) - als Nadine

## Prijzen en nominaties
De belangrijkste:
| Jaar | Prijs | Categorie                    | Film          | Uitslag     |
| ---- | ----- | ---------------------------- | ------------- | ----------- |
| 2013 | César | Beste jong vrouwelijk talent | Mince alors ! | Genomineerd |